# Florentinum
Florentinum je administrativní komplex v městské části Praha 1 poblíž Masarykova nádraží. Komplex byl navržen studiem Jakub Cigler Architekti a postaven investiční skupinou Penta Investments. Stavba probíhala mezi roky 2012 až 2014. Současným majitelem je čínská společnost CEFC.

## Popis

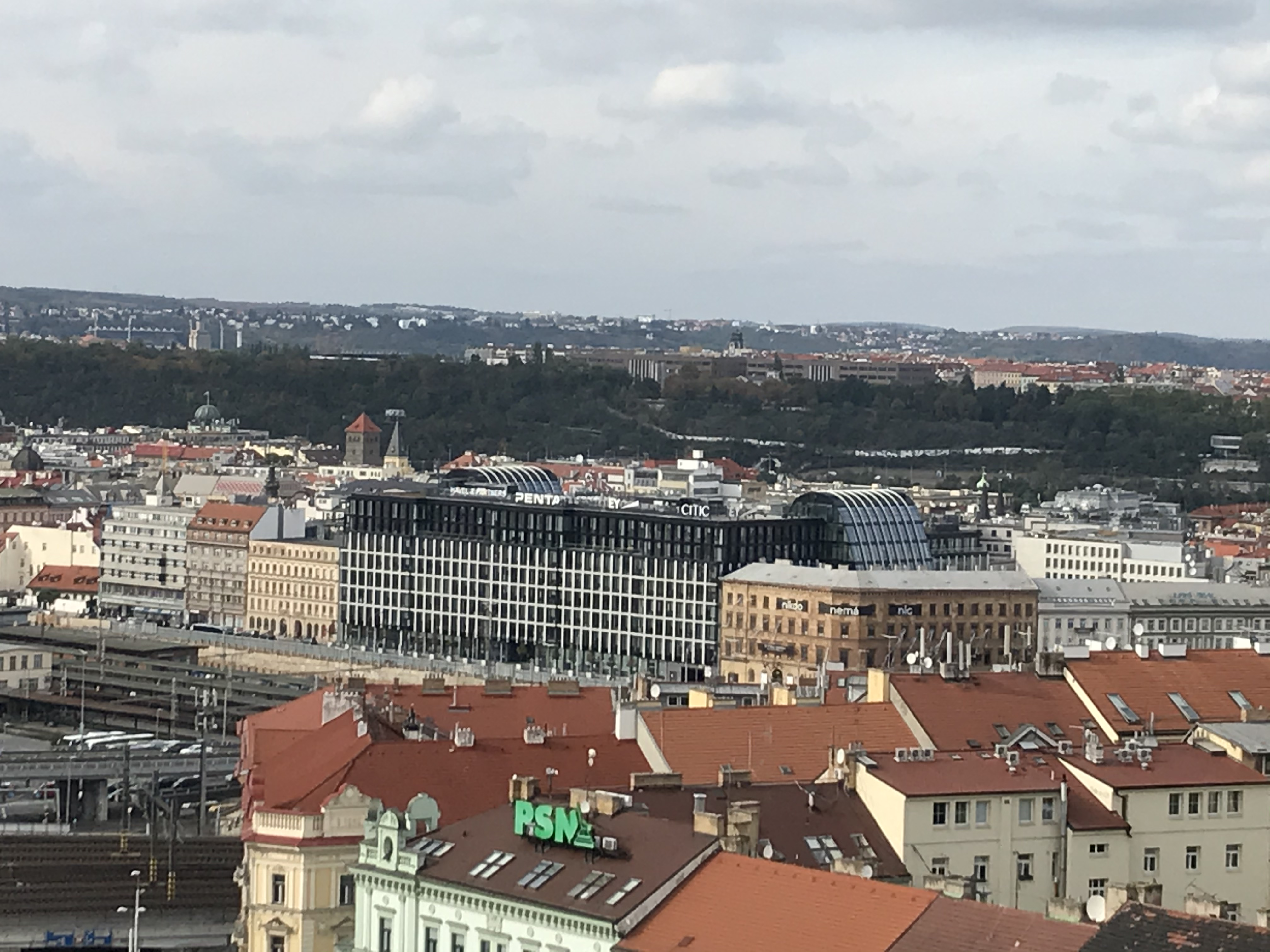
Pohled na Prahu a komplex Florentinum uprostřed

Komplex má celkem 9 pater, tvoří ho několik budov propojených s organicky tvarovanými žebrovými věžemi. Ve vnitrobloku, který spojuje ulice Na Poříčí a Na Florenci se nachází veřejné náměstí se zelení nazvané Desfourská zahrada. Vstup do jednotlivých kancelářských křídel vede právě přes vnitřní náměstí. Fasády jsou řešeny modulovou fasádní konstrukcí s předsazeným sklobetonovým obkladem světlé barvy v typových podlažích a tmavé barvy v parteru. Fasádní obklad nejvyšších ustupujících podlaží je vyroben z alucobondu černé barvy.
Budova má 49 tisíc m² kanceláří, součástí je také 7,5 tisíc m² restaurací a obchodů, plocha skladů je 3,4 tisíc m², komplex dále náměstí se zahradou a galerie. V podzemí obsahuje parkování s 602 místy, 55 z nich je veřejných. Celková plocha pozemku je 15 tisíc m², podlažní plocha 126 tisíc m².

## Historie

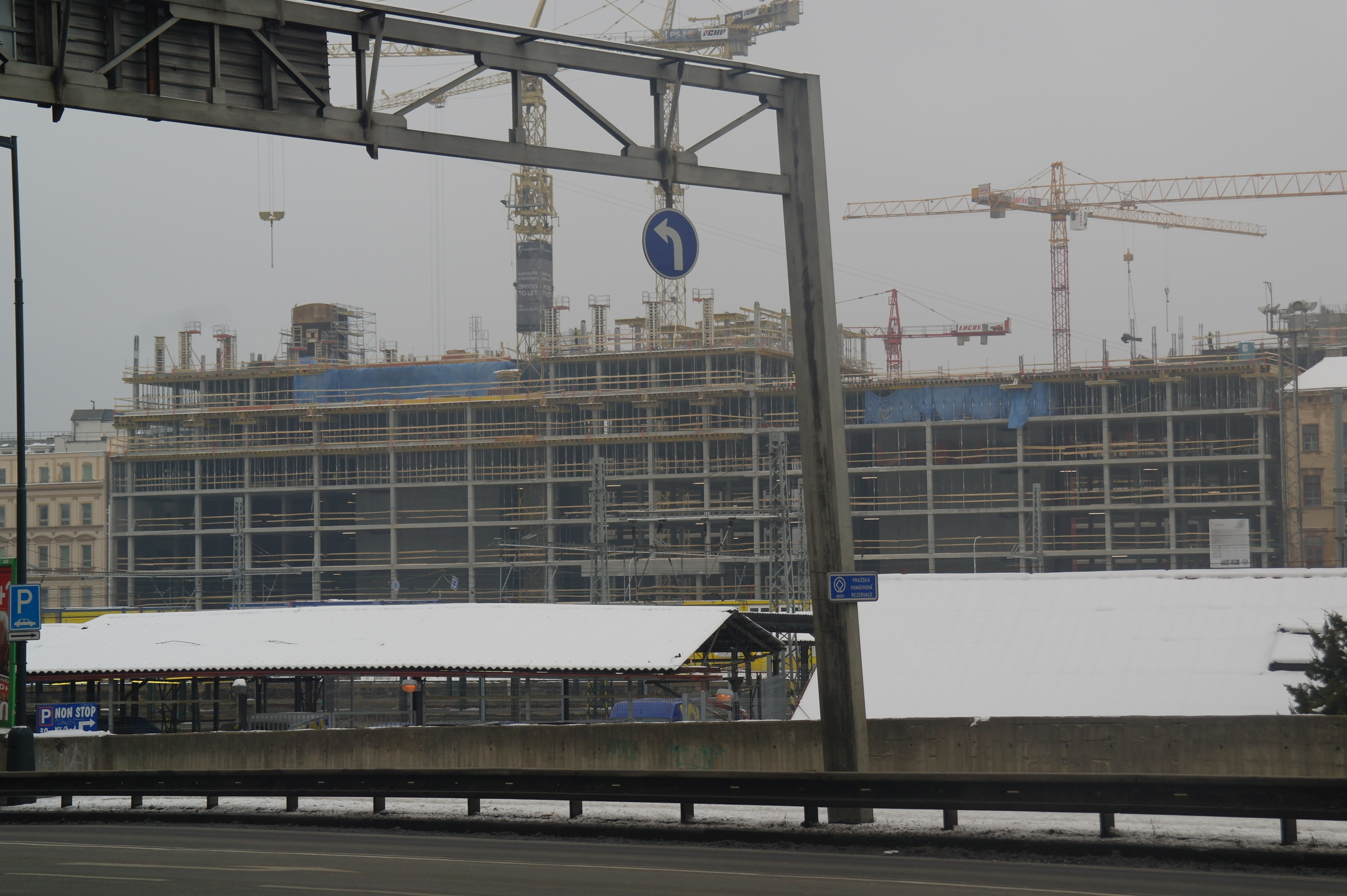
Florentinum ve výstavbě v zimě 2013

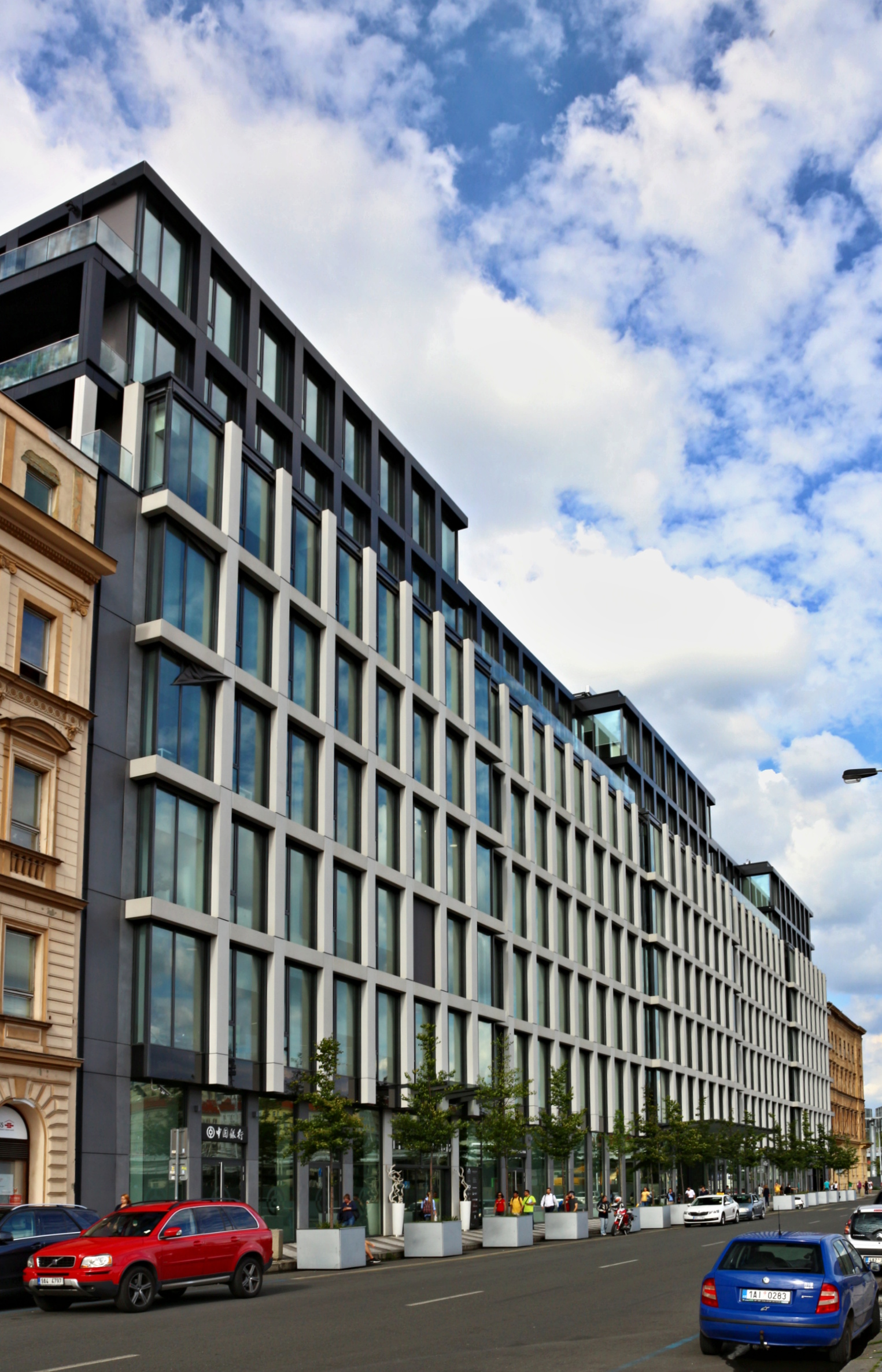
Pohled z ulice Na Florenci

Původně na tomto místě stála budova České typografie pocházející z 80. let 20. století. Uvnitř sídlil deník Rudé právo, od 90. let 20. století deníky jako Hospodářské noviny, Večerník, Lidová demokracie či Český deník. Prosklená budova brutalistického slohu obsahovala 25 tisíc m² již zastaralých kanceláří a 45 tisíc m² skladů. Penta Investments tuto budovu odkoupila od rakouské společnosti S+B CEE Beteiligungsverwaltungs v roce 2010. Její demolice začala na podzim 2012.
Stavba Florentina začala v březnu 2012. Kolaudace proběhla v říjnu 2013, první nájemníci se nastěhovali v lednu 2014. Po výstavbě bylo Florentinum největším kancelářským komplexem v Praze postavené v jedné stavební etapě, výstavba stála přibližně 5,5 milard korun.
V listopadu 2016 budovu odkoupila od skupiny Penta Investments čínská firma CEFC; odhadovaná cena transakce byla 7,6 miliardy korun.

## Ocenění
- Best Office Development 2013 (Construction Investment Journal Awards Czech Republic) – ocenění za nejlepší administrativní projekt a za šetrnost vůči životnímu prostředí
- LEED Gold – 2. nejlepší certifikát ekologičnosti